# Hoot (brano musicale)
Hoot è un brano musicale del gruppo di idol sudcoreano Girls' Generation, contenuto nell'EP Hoot e pubblicato il 25 ottobre 2010.
Il brano era stato originariamente intitolato Bulletproof e scritto in lingua inglese dai compositori danese Martin Michael Larsson e Lars Halvor Jensen dei DEEKAY, insieme al britannico Alex James.
Ha debuttato alla prima posizione della classifica Circle Chart il 30 ottobre 2010.

## Classifiche
| Classifica (2010) | Posizione massima |
| ----------------- | ----------------- |
| Corea del Sud     | 1                 |